# Kvantno samoubojstvo
Kvantno samoubojstvo je misaoni eksperiment u kvantnoj mehanici i filozofiji fizike. Navodi se da može razlikovati kopenhagensku interpretaciju kvantne mehanike od Everettove interpretacije mnogih svjetova primjenom misaonog eksperimenta Schrödingerove mačke, s gledišta mačke. Kvantna besmrtnost odnosi se na subjektivno iskustvo preživljavanja kvantnog samoubojstva.
Većina stručnjaka vjeruje da eksperiment ne bi uspio u stvarnom svijetu. :371

## Povijest
Hugh Everett nije pismeno spomenuo kvantno samoubojstvo ili kvantnu besmrtnost; njegov je rad zamišljen kao rješenje paradoksa kvantne mehanike. Biografija Keitha Lyncha kaže da je "Everett čvrsto vjerovao da mu njegova teorija o mnogim svjetovima jamči besmrtnost: njegova je svijest, tvrdio je, dužna na svakom ogranku slijediti svaki put koji ne dovede do smrti".
Misaoni eksperiment objavili su neovisno Hans Moravec 1987. i Bruno Marchal 1988. a neovisno ga je dalje razvio Max Tegmark 1998.

## Misaoni eksperiment
Misaoni eksperiment kvantnog samoubojstva uključuje sličan pribor kao pokus Schrödingerove mačke – kutiju koja u određenom vremenskom okviru ubija osobu u kutiji s 50% vjerojatnosti zbog Heisenbergovog načela neodređenosti. Jedina razlika je u tome što eksperimentator bilježi opažanja iz unutrašnjosti kutije. Značaj toga je u tome što bi netko čiji život ili smrt ovisi o kubitu mogao razlikovati interpretacije kvantne mehanike, što fiksni promatrači van kutije po definiciji ne mogu.
Na početku prve iteracije, pod obje interpretacije, vjerojatnost preživljavanja eksperimenta iznosi 50%, koliko iznosi kvadratna norma valne funkcije. Na početku druge iteracije, pretpostavljajući da je Kopenhagenska interpretacija istinita, valna funkcija već se urušila; stoga, ako je eksperimentator već mrtav, postoji 0% šanse za preživljavanje daljnjih iteracija. Međutim, ako je Everettova interpretacija ispravna, superpozicija živog eksperimentatora nužno postoji (kao i superpozicija umirućeg). Zanemarujući mogućnost života nakon smrti, nakon svake iteracije, samo je u jednoj od dvije superpozicije eksperimentatora – onoj u kojoj je živ – eksperimentator sposoban imati bilo kakvo svjesno iskustvo. Tumačenja Everettove interpretacije nalažu da eksperimentator, ili barem neka njegova inačica, i dalje postoji kroz sve superpozicije kojima je rezultat eksperimenta njegovo preživljavanje. Drugim riječima, verzija eksperimentatora preživljava sve iteracije eksperimenta. Budući da su supozicije u kojima živi verzija eksperimentatora nastale kvantnom potrebom (pod tumačenjem Everettove interpretacije), slijedi da je njegovo preživljavanje, nakon bilo kojeg ostvarljivog broja iteracija, fizički neophodno; otkuda je nastao i pojam kvantne besmrtnosti.
Verzija preživjelog eksperimentatora u velikoj je suprotnosti s implikacijama Kopenhagenske interpretacije, prema kojoj, iako je ishod preživljavanja moguć u svakoj iteraciji, njegova vjerojatnost teži ka nuli s povećanjem broja iteracija. Zbog tumačenja Everettove interpretacije, gornji scenarij ima suprotan ishod: vjerojatnost živoga eksperimentatora nužno je 100% za bilo koji broj iteracija.